# Im Namen des Volkes
Pour plus de détails, voir Fiche technique et Distribution.
Im Namen des Volkes est un film de procès allemand réalisé par Ottokar Runze et sorti en 1974.

## Synopsis
Des prisonniers, accusés d'un meurtre au sein de leur prison, sont renvoyés devant le tribunal.

## Fiche technique
- Titre : Im Namen des Volkes
- Réalisation : Ottokar Runze
- Scénario : Ottokar Runze
- Photographie : Paul Ellmerer et Michael Epp
- Montage :
- Production : Ottokar Runze
- Société de production : Ottokar Runze Filmproduktion
- Pays :  Allemagne de l'Ouest
- Genre : Documentaire
- Durée : 128 minutes
- Dates de sortie : 
  -  Allemagne de l'Ouest : 7 novembre 1974

## Distinctions
Le film a été présenté en sélection officielle en compétition lors de la Berlinale 1974 où il a reçu un Ours d'argent conjointement avec quatre autres films.